# 5 příčin selhávání týmů
5 příčin selhávání týmů (anglicky The Five Dysfunctions of a Team) je obchodní kniha konzultanta a řečníka Patricka Lencioniho, která poprvé vyšla v roce 2002 v angličtině (ISBN 978-0-7879-6075-9) a v roce 2009 v češtině (ISBN 978-80-251-2398-0). Tato kniha zkoumá základní příčiny organizační politiky a selhání týmu. Stejně jako většina Lencioniho knih je napsána formou fikčního příběhu o nové generální ředitelce technologické firmy, která se snaží sjednotit svůj rozpolcený a neefektivní tým manažerů. Kniha popisuje pět hlavních problémů, které brání týmům dosahovat lepších výsledků: nedostatek důvěry, strach z konfliktu, nedostatek závazku, vyhýbání se odpovědnosti a nezájem o společné cíle. Tato kniha se objevila na amerických seznamech bestsellerů včetně The New York Times Best Seller List, Bloomberg Businessweek, The Wall Street Journal a USA Today.

## Obsah
Kniha se skládá ze dvou částí: první část je fikční příběh o firmě DecisionTech, kterou přebírá nová generální ředitelka Kathryn Petersen. Kathryn musí řešit problémy s jejím týmem manažerů, kteří jsou nespokojení s jejím jmenováním, mají různé osobní i profesní zájmy a neumějí spolupracovat jako skutečný tým.
1. Nedostatek důvěry – členové týmu si navzájem nevěří a nejsou ochotni sdílet své slabiny, chyby nebo obavy.
2. Strach z konfliktu – členové týmu se vyhýbají otevřené diskuzi o názorech a nápadech a radši udržují umělou harmonii.
3. Nedostatek závazku – členové týmu nemají jasnou vizi společných cílů a plánů a nejsou ochotni se k nim plně zavázat.
4. Vyhýbání se odpovědnosti – členové týmu se navzájem nekontrolují ani nepodporují ve splnění úkolů a standardů kvality.
5. Nezájem o společné cíle – členové týmu upřednostňují své osobní ambice nad společnými výsledky firmy.

Druhá část knihy obsahuje podrobnosti o modelu pěti dysfunkcí týmu, praktické rady jak je diagnostikovat a překonat, dotazník pro hodnocení stavu týmu a další materiály.